# Шитне
Шитне (фр. Chitenay) насеље је и општина у централној Француској у региону Центар (регион), у департману Лоар и Шер која припада префектури Блоа.
По подацима из 2011. године у општини је живело 1023 становника, а густина насељености је износила 65,53 становника/km². Општина се простире на површини од 15,61 km². Налази се на средњој надморској висини од 90 метара (максималној 116 m, а минималној 67 m).

## Демографија
| 1962. | 1968. | 1975. | 1982. | 1990. | 1999. | 2011. |
| ----- | ----- | ----- | ----- | ----- | ----- | ----- |
| 620   | 655   | 665   | 777   | 888   | 921   | 1.023 |

График промене броја становника у току последњих година